# Vulkan-Erntemaus
Die Vulkan-Erntemaus (Reithrodontomys chrysopsis) ist ein Nagetier in der Familie der Wühler, das in Mexiko vorkommt. Das Typexemplar, welches Clinton Hart Merriam zur Erstbeschreibung der Art diente, wurde am Vulkan Popocatépetl auf 3500 m Höhe gefangen.

## Merkmale
Die Art erreicht eine Kopf-Rumpf-Länge von 75 bis 85 mm, eine Schwanzlänge von 90 bis 116 mm und ein Durchschnittsgewicht von 14 g. Die Länge der Hinterfüße beträgt 17 bis 21 mm und die Ohren sind gleichfalls 17 bis 21 mm lang. Das schwarzbraune Fell auf dem Rücken wird durch intensiv hellorangene sowie rötlichorangene gefärbte Haare aufgehellt. Im weiteren Verlauf zu den Flanken wird das Fell ockerfarben bis gelbbraun. Die Unterseite ist mit zimtfarbenem Fell bedeckt, das gewöhnlich rosa Tönungen aufweist. Die recht großen Ohren sind schwarz gefärbt. Bei der Vulkan-Erntemaus ist der Schwanz oberseits schwarz und unterseits hell.

## Verbreitung
Diese Erntemaus lebt in Gebirgen vulkanischen Ursprungs in Zentralmexiko. Das Verbreitungsgebiet reicht vom Südosten des Bundesstaates Jalisco bis in den Westen des Bundesstaates Veracruz. Die Art hält sich in Regionen auf, die auf 1830 bis 4100 m Höhe liegen. Sie lebt unter anderem in kaltfeuchten Wäldern, in denen Kiefern, Tannen und Eichen vorherrschen. Die Vulkan-Erntemaus kann auch auf Bergwiesen sowie in Gebieten vorkommen, die hauptsächlich mit Büschen, Farnen oder Moosen bedeckt sind.

## Lebensweise
Wie andere Erntemäuse ruht die Art am Tage in einem kugelförmigen Nest aus Gras. In der Nacht sucht sie nach Nahrung, die aus Körnerfrüchten (Karyopse), anderen Samen und verschiedenen grünen Pflanzenteilen besteht.

## Bedrohung
Für den Bestand der Vulkan-Erntemaus liegen keine Bedrohungen vor. Da das Verbreitungsgebiet und die Gesamtpopulation groß sind, wird sie von der IUCN als „nicht gefährdet“ (least concern) gelistet.